# Theresemagnanita
La theresmagnanita és un mineral de la classe dels sulfats que forma part del grup de la gordaïta. Anomenat així en honor de Marie-Thérèse Magnan, per les seves contribucions al coneixement de la mina Cap Garonne (Var, França). La theresemagnanita es troba estretament relacionada amb la gordaïta; aquesta afirmació es veu recolzada per les anàlisis de raigs X: tots dos minerals presenten patrons molt similars; tots dos minerals són uniaxials negatius i els índexs de birefringència són també similars. Químicament també és similar a la cobaltoblödita.

## Classificació
Segons la classificació de Nickel-Strunz, la theresmagnanita pertany a «07.D - Sulfats (selenats, etc.) amb anions addicionals, amb H₂O, amb cations de mida mitjana només; plans d'octaedres que comparteixen vores» juntament amb els següents minerals: langita, posnjakita, wroewolfeïta, spangolita, ktenasita, torreyita, christelita, devil·lina, campigliaïta, serpierita, niedermayrita, edwardsita, carrboydita, glaucocerinita, honessita, hidrohonessita, motukoreaita, mountkeithita, shigaïta, wermlandita, woodwardita, zincaluminita, hidrowoodwardita, zincowoodwardita, natroglaucocerinita, nikischerita, felsőbányaïta, lawsonbauerita, mooreïta, namuwita, bechererita, ramsbeckita, vonbezingita, redgillita, calcoalumita, nickelalumita, kyrgyzstanita, guarinoïta, schulenbergita, ortoserpierita, UM1992-30-SO:CCuHZn i montetrisaïta.

## Característiques
La theresmagnanita és un mineral de fórmula química NaCo₄(SO₄)(OH)₆Cl·6H₂O. Cristal·litza en el sistema hexagonal. La seva lluïssor és nacrada, i la seva duresa de 0,5 a 2 en l'escala de Mohs.

## Formació i jaciments
Es forma com a mineral secundari per alteració. Ha estat descrita a França i als Estats Units.